# Trastuzumab
Trastuzumab (Herceptin) je humanizirano IgG1 monoklonalno protutijelo koje interferira s HER2 receptorom. Herceptin je sterilni, bijeli do svijetložuti prah za intravenoznu administraciju. Njegova je glavna uloga liječenje određenih vrsta raka dojke. HER receptori su proteini ugrađeni u staničnu membranu te su zaduženi za prijenos molekularnih signala iz stanične okoline u unutrašnjost stanice. Svaki HER receptor građen je od vanstanične te unutrstanične domene. Vanstanična domena može vezati ligande, dok unutarstanična protein kinazna domena aktivira nizvodne signalne putove. HER proteini potiču staničnu proliferaciju, rast i preživljavanje. U nekim vrstama raka, posebno određenim tipovima raka dojke, HER2 je prekomjerno ekspresiran te uzrokuje nekontrolirano dijeljenje stanica raka.

Studije trastuzumaba pokazuju da produljuje ukupno preživljavanje u kasnom stadiju (metastatskom) raka dojke s 20,3 do 25,1 mjeseci. U ranom stadiju raka dojke, smanjuje rizik povratka raka nakon operacije za 9,5%, a rizik od smrti za 3%. Može povećati rizik od ozbiljnijih srčanih bolesti za 2,1% što se može riješiti ako je liječenje obustavljeno. Trastuzumab se također proučava za liječenje i ostalih vrsta raka koji ekspresiraju HER2 receptor. 

## Mehanizam djelovanja
HER2 signalni put potiče stanični rast i dijeljenje u normalnim uvjetima. Amplifikacija ili prekomjerna ekspresija ovog onkogena ima važnu ulogu u razvoju i progresiji određenih agresivnih tipova raka, najčešće raka dojke. Genska amplifikacija znači da stanica sadrži previše kopija HER2 gena koji kodira za HER2 receptor. Prekomjerna ekspresija znači da stanica sadrži preveliku količinu HER2 receptora na svojoj površini. 
HER2 je član EGFR/ERBB obitelji. Od drugih članova razlikuje se po tome što ne veže ligande. Najčešći je dimerizacijski partner za sve receptore HER obitelji.  Nedavnih godina taj je protein postao važni biomarker te meta za liječenje oko 30% pacijenata oboljelih od raka dojke.
Sprječavanje dimerizacije HER2 ima potencijalnu ulogu u sprječavanju aktivacije njegovih nizvodnih signalnih puteva. Molekule poput monoklonalnih antitijela vežu se za vanstaničnu domenu HER2 te sprječavaju dimerizaciju s ostalim receptorima HER obitelji. Monoklonalno protutijelo koje se veže na vanstaničnu domenu HER2 receptora je trastuzumab. Stanice tretirane trastuzumabom bivaju zaustavljene tijekom G1 faze staničnog ciklusa te je na taj način smanjena proliferacija. Trastuzumab sprječava angiogenezu indukcijom antiangiogeničnih faktora i represijom proangiogeničnih faktora.
Istraživanja na laboratorijskim životinjama pokazuju da antitijela, uključujući i trastuzumab, vezanjem na stanicu potiču imunosne stanice da je napadnu i ta antitijelo-ovisna stanična citotoksičnost (ADCC) je još jedan važan mehanizam djelovanja.

## Predviđanje odgovora na liječenje
Ako u raku dojke nije prekomjerno ekspresiran HER2, trastuzumab neće biti djelotvoran (može izazvati oštećenja). Najčešći laboratorijski testovi za predviđanje HER2 statusa su imunohistokemija (IHC) i fluorescentna in situ hibridizacija (FISH). 
Imunohistokemija omogućava određivanje broja HER2 receptora na površini stanice i na taj način detektira prekomjernu ekspresiju receptora. Rezultati nalaza kreću se u vrijednostima od 0-3: 0 (<od 20 000 receptora po stanici, nema vidljive ekspresije), 1+ (≈100 000 receptora po stanici, djelomično membransko obojenje, <10% stanica s prekomjernom ekspresijom HER2), 2+ (≈500 000 receptora po stanici, lagano do umjereno potpuno membransko obojenje, >10% stanica s prekomjernom ekspresijom HER2), i 3+ (≈2 000 000 receptora po stanici, jako potpuno membransko obojenje, >10% stanica s prekomjernom ekspresijom HER2). Liječenje s trastuzumabom primjenjuje se u slučajevima 3+ HER2 eskpresije.
FISH detektira gensku amplifikaciju mjerenjem broja kopija HER2 gena u jezgri tumorskih stanica. Predstavlja zlatni standard u određivanju pacijenata koji će imati koristi od liječenja trastuzumabom, ali je skuplja te zahtjeva korištenje fluorescentnog mikroskopa. 

## Nuspojave
Herceptin može uzrokovati nuspojave, iako se one ne javljaju kod svih bolesnika. Neke od tih nuspojava mogu biti ozbiljne i zahtijevati hospitalizaciju. 
Za vrijeme infuzije Herceptina mogu se pojaviti zimica, vrućica i drugi simptomi nalik gripi. Oni su vrlo česti (javljaju se u više od 1 na 10 bolesnika). Ostale nuspojave povezane s infuzijom su: osjećaj mučnine, povraćanje, bol, poteškoće s disanjem, piskanje, visok ili nizak krvni tlak, oticanje lica i usana, osip i osjećaj umora.
Jedna od značajnih komplikacija prilikom korištenja trastuzumaba je njegov učinak na srce. Trastuzumab se povezuje sa srčanom disfunkcijom u 2-7% slučajeva. Otprilike 10% pacijenata nije u mogućnosti tolerirati ovaj lijek zbog otprije postojećih srčanih problema. Izazvani problemi mogu biti asimptomatski (smanjenje srčane funkcije) i simptomatski (kongestivna srčana insuficijencija).
Rizik od kardiomiopatije je povećan ako se trastuzumab kombinira s antraciklinskom kemoterapijom.
Herceptin može štetno djelovati na fetus, u nekim slučajevima uzrokovati njegovu smrt ako ga primjenjuju trudnice.

## Razvoj
Herceptin je prvo monoklonalno protutijelo korišteno za liječenje raka. U početku se koristio za liječenje raka dojke u poodmaklim stadijima, ali danas ga se također koristi i u ranim stadijima. HER2 protein otkriven je 1982. u neurološkim tumorima štakora. 1985. prva monoklonalna antitijela protiv HER2 receptora u miša dovela su do smanjenja rasta i preživljavanja tumorskih stanica. 1987. istraživači su pokazali da su prekomjerne razine HER2 u pacijenata s rakom dojke povezane sa smanjenom stopom preživljavanja. To je značilo da ovaj gen može biti korišten kao marker za prognozu te da monoklonalno antitijelo može djelovati u ljudi baš kao i u miša. Kako bi razvili antitijelo čija je meta HER2, istraživači su injecirali HER2 u miša. Mišji imunološki sustav napada HER2 protein razvijanjem specifičnih antitijela. B-stanice koje proizvode antitijela izvađene su iz mišje slezene. Zbog ograničenog životnog vijeka ne mogu biti uzgajane u laboratoriju dovoljno dugo da proizvedu dovoljnu količinu antitijela za medicinska testiranja pa su stanice slezene fuzionirane s humanim mijeloma stanicama koje se beskonačno repliciraju. Fuzionirane stanice se nazivaju hibridomima. Primjena mišjeg antitijela kod ljudi može izazvati imunološku reakciju. Kako bi to izbjegli, geni koji proizvode antitijela su izmijenjeni. Trastuzumab je protein nastao iz DNA koja je 95% ljudska i 5% mišja. To je bilo dovoljno da bi se izbjegla imunološka reakcija, ali zadržala važna svojstva antitijela koja bi omogućila vezanje na HER2 receptor. Humanizirani gen za antitijela potom je ubačen u stanice ovarija kineskog hrčka. Te stanice se potom umnažaju u neograničenim količinama, a iz njih ekstrahirana antitijela daju se pacijentima.
Biotehnološka kompanija Genentech u suradnji s UCLA razvila je trastuzumab, a odobrenje od FDA dobiveno je u rujnu 1998.

## Kombinacijska terapija
Trastuzumab je selektivni tip onkološkog lijeka koji djeluje ciljano na stanice raka. Unatoč ciljanoj terapiji, pokazuje bolju učinkovitost pri liječenju pacijenata ako se koristi u kombinaciji s drugim lijekovima kao što su lapatinib i pertuzumab. 

### Trastuzumab i lapatinib
Trastuzumab i lapatinib imaju različite mehanizme djelovanja što u kombiniranoj terapiji udvostručuje njihov učinak pri liječenju bolesti. Trastuzumab blokira proteine na površini stanice,a lapatinib djeluje unutar stanice inhibirajući određene kinaze koje stimuliraju nekontrolirani rast. Lapatinib je manje učinkovit od trastuzumaba i ima više nuspojava. Velika prednost lapatiniba jest mogućnost primjene terapije u obliku filmom obloženih tableta, za razliku od trastuzumaba koji se primjenjuje intravenozno. I trastuzumab i lapatinib su primjer ciljane terapije na HER2, ali trastuzumab je i imunociljana terapija što znači da izaziva o protutijelima ovisnu staničnu citotoksičnost (ADCC).

### Trastuzumab i pertuzumab
Trastuzumab i pertuzumab imaju jednak mehanizam djelovanja, ali djeluju na različite domene HER2 receptora HER2 pozitivnih stanica raka dojke.  Trastuzumab i pertuzumab, u kombinaciji, pružaju sveobuhvatnu blokadu HER2 signalnih puteva. Pertuzumab, kao i trastuzumab, posreduje o antitijelima ovisnu staničnu citotoksičnost (ADCC).  Kombinacija trastuzumaba, pertuzumaba i docetaksela koristi se u liječenju pacijenata s metastatskim HER2 pozitivnim rakom dojke koji nisu primili anti-HER2 terapiju ili kemoterapiju. Trastuzumab i lapatinib se najčešće koriste kao kombinacija u ranoj fazi bolesti raka dojke, dok se pertuzumab i trastuzumab koriste u agresivnom, metastatskom obliku bolesti.